# Peter Zimmermann (Künstler)
Peter Zimmermann (* 1956 in Freiburg im Breisgau) ist ein deutscher Maler, Bildhauer, Objektkünstler und Hochschullehrer.

## Leben
Peter Zimmermann studierte von 1978 bis 1983 an der Kunstakademie Stuttgart und hatte seither zahlreiche Einzel- und Gruppenausstellungen in Galerien und Museen im In- und Ausland. Er arbeitet als Maler, Bildhauer und Objektkünstler. Von 2002 bis 2007 war er Professor an der Kunsthochschule für Medien Köln.

## Kunstschaffen
Zimmermanns Werke sind äußerst vielfältig. Ende der 1980er-Jahre entstanden „Book Cover Paintings“, bei denen er die Buchtitel von Atlanten, Kunstbüchern, Reiseführern und Wörterbüchern mit Epoxid auf die Leinwand brachte. In seinen Kartonobjekten arbeitete er mit räumlichen Verzerrungen von Schrift und hinterfragte damit das Verhältnis von Text  und Bild. Die farbenprächtigen Motive seiner Epoxidharz-Bilder entstehen aus digitalen Vorlagen, wie Fotos, Filmstills oder Diagrammen, die er mittels grafischer Algorithmen verfremdet und in zahlreichen transparenten Epoxidharzschichten auf die Leinwand überträgt. Seit 2014 realisiert er diesen konzeptuellen Ansatz auch verstärkt mit Ölmalerei.
Im Mittelpunkt seines Schaffens steht sowohl die Frage nach dem Verhältnis von Original und Abbild als auch die Auseinandersetzung mit dem Begriff der Oberfläche.
Zimmermanns Werke befinden sich in zahlreichen privaten und öffentlichen Sammlungen, wie etwa in der Bundeskunstsammlung in Bonn, im Centre Georges Pompidou, Paris und im Museum of Modern Art, New York. Der Künstler lebt und arbeitet in Köln.

## Ausstellungen

### Einzelausstellungen (Auswahl)
- 2023 Nunu Fine Art, New York
  - Stickers, Dirimart, Istanbul
  - Vis-à-Vis, Kienbaum, Köln
- 2022: Stickerwand, Galerie Nagel Draxler, Köln
- 2021: layer on layer, Nosbaum Reding, Luxembourg
  - Meta Pictures, Nunu Fine Art, Taipei
  - Halle 9 / Techne Sphere, Leipzig
- 2020: sway, Galerie Nagel Draxler, Berlin
- 2019: abstractness, Leopold-Hoesch-Museum, Düren
  - paint it, Galerie Stadt Sindelfingen, Sindelfingen
- 2018: One, two, four, Samuelis Baumgarte Galerie, Bielefeld
  - art berlin 2018, One-Person-Show, Samuelis Baumgarte Galerie
- 2016: Museum für neue Kunst, Freiburg
  - Playlist, Samuelis Baumgarte Galerie, Bielefeld
  - Museum gegenstandsfreier Kunst, Otterndorf
- 2015: CMYK, Dirimart, Istanbul
  - Nunu Fine Arts, Taipeh
- 2014: sur le motif, Galerie Perrotin, Paris
- 2013: Undertones, Wasserman Projects, Detroit
  - Johyun Galerie Busan, Korea
  - crystal & fruits, Galerie Michael Janssen, Singapur
- 2012: Galeria Filomena Soares, Lissabon
  - drop, Galerie Perrotin, Hongkong
- 2011: Panorama, Kunstforum und Kunstverein Schwäbisch Hall
  - Galerie MaxWeberSixFriedrich, München
- 2009: Museum Moderner Kunst Kärnten, Klagenfurt
  - Galerie Six Friedrich Lisa Ungar, München
- 2008: currents, cma, Columbus Museum of Art, Columbus, Ohio
- 2007/2008: wheel. Kunsthalle Nürnberg
- 2006: Capas de gelatina / Layers of jelly. Centro de Arte Contemporáneo, Málaga
- 2004: Before After. Delaware Center of Contemporary Art, Delaware (USA)
- 2003: x-pollination. Mit Claus Carstensen, Esbjerg Kunstmuseum (Dänemark)
- 2002: Zipp. Kasseler Kunstverein, Kassel
- 2001: Flow, Kunstverein Heilbronn
  - Kunsthalle Erfurt, Erfurt
- 2000: Galerie SixFriedrichLisaUngar, München
- 1998: Eigentlich könnte alles auch anders sein, Kölnischer Kunstverein, Köln
  - "Kisten & Plakate", Städtische Galerie Donaueschingen
- 1997: Otto-Dix-Haus, Gera
- 1996: "Remixes", Icebox, Athen / Athens
  - "Öffentlich / Privat" (mit Thomas Locher), Kunstraum der Universität Lüneburg und Künstlerhaus Stuttgart
- 1995: Galerie Six Friedrich, München
- 1992: Kunstverein Münster

### Gruppenausstellungen (Auswahl)
- 2023: Eruption, Anima Gallery, Doha
  - Bis die Bude brummt, Museum für Neue Kunst, Freiburg
- 2022: What I like!, Galerie der Stadt Sindelfingen
  - Bibliomania – Das Buch in der Kunst, Kunstmuseum Villa Zanders, Bergisch Gladbach
  - Grenzenlos. Einblicke in eine unbekannte Privatsammlung, Kunsthaus Zofingen
- 2020: Vestige and Eternity, Nunu Fine Art, Taipeh
- 2019: KUNST#quer#Kopf, Hochschule für Bildende Künste Braunschweig
  - A misura d’uomo – Tribute to Leonardo, Luca Tommasi Arte Contemporanea, Mailand
- 2018: Color-aid, Wasserman Projects, Detroit
- 2017: Resonanzen. 40 Jahre Kunststiftung Baden-Württemberg, ZKM, Karlsruhe
- 2016: Gaa Gallery, Provincetown
- 2013: To Open Eyes - Kunst und Textil vom Bauhaus bis heute, Kunsthalle Bielefeld
  - Happy Birthday, Galerie Perrotin / 25 Years, Tripostal, Lille
- 2012: The slide show, FRAC Auvergne, Clermont-Ferrand
- 2011: Farbe im Fluss, Weserburg Museum für moderne Kunst, Bremen
  - Hirschfaktor „Die Kunst des Zitierens“ ZKM, Karlsruhe
- 2009: Reloaded, Kunstmuseum Bonn
  - Extended, ZKM, Karlsruhe
- 2008: There is Desire left (Knock, knock) Werke aus der Sammlung Mondstudio, Museum Wiesbaden
  - Vertrautes Terrain. Aktuelle Kunst in & über Deutschland – collector’s choice, ZKM, Museum für Neue Kunst (Karlsruhe)
- 2007: Moskau Biennale
- 2006: Wilhelm-Hack-Museum Ludwigshafen
- 2005: Museum der Moderne Salzburg. Rupertinum
- 2004: Thomas Locher. Wilhelm Mundt. Peter Zimmermann, Galerie Six Friedrich Lisa Ungar, München
- 2003: Württembergischer Kunstverein Stuttgart
  - Schloss Morsbroich, Leverkusen
- 2002: Schirn Kunsthalle, Frankfurt/M
  - Deichtorhallen, Hamburg

### Bildbände, Kataloge
- Jochen und Laura Kienbaum: Peter Zimmermann, swipe, Kienbaum Artists‘ Book, Snoeck, 2023. ISBN 978-3-86442-410-6
- Peter Zimmermann, eins zu eins, Salon Verlag, Köln, 2021. ISBN 978-3-89770-489-3
- Leopold-Hoesch-Museum, Düren: Peter Zimmermann, abstractness, Edition Cantz, Düren, 2020. ISBN 978-3-947563-65-4
- Galerie Stadt Sindelfingen: Peter Zimmermann, paint it. Sindelfingen, 2019. ISBN 978-3-928222-56-3
- Samuelis Baumgarte Galerie: Peter Zimmermann, one two four, Bielefeld, 2018. ISBN 978-3-9818840-5-0
- Museum gegenstandsfreier Kunst, Otterndorf: Peter Zimmermann, Pool, Otterndorf,  2017. ISBN 978-3-903153-30-1
- Museum für Neue Kunst Freiburg: Peter Zimmermann - Schule von Freiburg. (german and english), SNOECK, Freiburg 2016. ISBN 978-3-86442-175-4
- Galerie Perrotin: Peter Zimmermann. (Englisch und Chinesisch), Damiani editore, Paris 2013. ISBN 978-88-6208-307-2
- Andrea Madesta: Peter Zimmermann - Works since 1987 (Deutsch, Englisch und Französisch), SNOECK, Köln 2009. ISBN 978-3-940953-03-2
- Ellen Seifermann (Herausgeber): Peter Zimmermann. wheel. (Deutsch und Englisch). Verlag für moderne Kunst, Nürnberg 2007. ISBN 978-3-939738-98-5
- Hubertus Butin: Peter Zimmermann. Painting. Hatje Cantz, Ostfildern 2007. ISBN 978-3-7757-1959-9
- Peter Zimmermann: Epoxiology. (Deutsch, Englisch und Französisch). König, Köln 2006. ISBN 978-3-86560-179-7
- Stephan Berg: Peter Zimmermann. capas de gelatina. (Englisch und Spanisch). Centro de Arte, Málaga 2006. ISBN 84-96159-40-X
- Jens Schröter: Peter Zimmermann. Kunsthalle Erfurt, Erfurt 2001
- Tom Holert: Peter Zimmermann. Flow. König, Köln 2001. ISBN 3-88375-498-6
- Peter Zimmermann: Skandal: Kunst. Springer, Wien und New York 2000. ISBN 3-211-83418-4
- Peter Zimmermann: Eigentlich könnte alles auch anders sein. König, Köln 1998. ISBN 3-88375-323-8

### Sekundärliteratur
- Harald Uhr: "Painting vs. Plasmaflachbildschirm – Ein Portrait von Harald Uhr", , July 28, 2015
- Margrit Brehm: The Reflection of Surfaces. Die Reflexion der Oberflächen. La réflexion des surfaces. In: Peter Zimmermann. Epoxiology. Walther Konig, Köln 2007, ISBN 3-86560-179-0
- Margit Zuckriegl: Peter Zimmermann. Die Gedanken der Bilder. The thoughts of pictures. In: Vom bild zum bild. metamorphose. Museum der Moderne Salzburg. Rupertinum. Salzburg 2005, S. 42–47
- Ralf Christofori: Kopfsprung in den Signalfluß. In: FAZ vom 30. August 2001
- Hans-Jürgen August: Erregung kollektiven Lustgefühls. In: Wiener Zeitung vom 1. Dezember 2001
- Astrid Wege: Peter Zimmermann. In: Artis. Dezember 1996
- Franz Kotteder: Heimwerkers Alptraum. In: SZ vom 7. März 1996
- Jürgen Hohmeyer: Aufatmen beim Verhör. In: Der Spiegel. Nr. 3, 1995, S. 152–154 (online – 16. Januar 1995).